# Шоссе 431 (Израиль)
Шоссе 431 (ивр. כביש 431‎) — современная бесплатная автомагистраль, расположенная южнее Гуш-Дана. Она соединяет южную часть шоссе Аялон на западе с шоссе 1 на востоке и продолжается до Модиина.
Шоссе имеет 6 полос (по 3 в каждом направлении). Его протяженность более 25 км. Между развязками «Ришон-Даром» и «Нес-Циона» имеется вспомогательная параллельная дорога (называемая в английских источниках C/D road). Всего 12 перекрёстков, 5 из которых — выезды на скоростные шоссе. Общая протяженность вспомогательных дорог 54 км.
Проект этой дороги включает в будущем двухпутную железнодорожную ветку между Ришон-ле-Ционом и Модиином. На данный момент действуют участки между Ришон-ле-Ционом и Беер-Яаковом, а также между развязкой «Анава» и Модиином.

## История
Строительство было начато в 2005 году, и 4 февраля 2009 года шоссе было сдано в эксплуатацию.
Часть скоростной трассы между развязками «Мево-Аялон» и «Ган-ха-Врадим» была введена 23 октября 2008 года, примерно на 3 месяца раньше срока.
Вторая очередь трассы между «Ган-ха-Врадим» и развязкой «Анава» была сдана вечером 4 февраля 2009 года.

## Перекрёсткииразвязки
| Километр | Название                                       | Расположение                       | Пересечение дорог              | Координаты                      |
| -------- | ---------------------------------------------- | ---------------------------------- | ------------------------------ | ------------------------------- |
| 0        | ивр. מחלף מבוא איילון‎ (развязка Мево-Аялон)    | Ришон-ле-Цион                      | Шоссе 20 (Аялон)               | 31°58′08″ с. ш. 34°45′26″ в. д. |
| 1,23     | ивр. מחלף קרית ראשון‎ (развязка Кирьят-Ришон)   | Ришон-ле-Цион                      | Улица Мота Гур                 | 31°57′47″ с. ш. 34°46′05″ в. д. |
| 2,1      | ивр. מחלף ראשון דרום‎ (развязка Ришон-Даром)    | Ришон-ле-Цион                      | Шоссе 4                        | 31°58′08″ с. ш. 34°45′26″ в. д. |
| 3,19     | ивр. מחלף עין הקורא‎ (развязка Эйн-ха-Коре)     | Ришон-ле-Цион                      | Шоссе 42                       | 31°57′12″ с. ш. 34°47′06″ в. д. |
| 5        | ивр. מחלף הראשונים‎ (развязка Ха-Ришоним)       | Ришон-ле-Цион Нес-Циона            | Шоссе 412                      | 31°56′56″ с. ш. 34°48′07″ в. д. |
| 6,76     | ивр. מחלף נס ציונה‎ (развязка Нес-Циона)        | Ришон-ле-Цион Нес-Циона Беер-Яаков | Шоссе 423                      | 31°56′21″ с. ш. 34°48′56″ в. д. |
| 9,87     | ивр. מחלף רמלה מערב‎ (развязка Рамле-Маарав)    | Рамле                              | Шоссе 200                      | 31°55′18″ с. ш. 34°50′18″ в. д. |
| 12,22    | ивр. מחלף רמלה דרום‎ (развязка Рамле-Даром)     | Рамле                              | Шоссе 40                       | 31°55′00″ с. ш. 34°51′48″ в. д. |
| 15,62    | ивр. מחלף נשרים‎ (развязка Нешарим)             | Рамле                              | Шоссе 6 / Шоссе 44 / Шоссе 424 | 31°54′39″ с. ш. 34°53′50″ в. д. |
| 20       | ивр. מחלף ענבה‎ (развязка Анава)                | Кфар-Шмуэль                        | Шоссе 1                        | 31°53′59″ с. ш. 34°56′17″ в. д. |
| 21,5     | ивр. מחלף פאתי מודיעין‎ (развязка Патей-Модиин) | Модиин-Маккабим-Реут               | улица Ха-Млахот                | 31°53′38″ с. ш. 34°57′20″ в. д. |
| 24,72    | ивр. צומת ללא שם‎ (перекрёсток без имени)       | Модиин-Маккабим-Реут               | улица Иуда Ха-Маккаби          | 31°53′40″ с. ш. 34°59′21″ в. д. |
| 25,9     | ивр. צומת ללא שם‎ (перекрёсток без имени)       | Модиин-Маккабим-Реут               | бульвар Ха-Хашмонаим           | 31°53′37″ с. ш. 35°00′04″ в. д. |

## Галерея

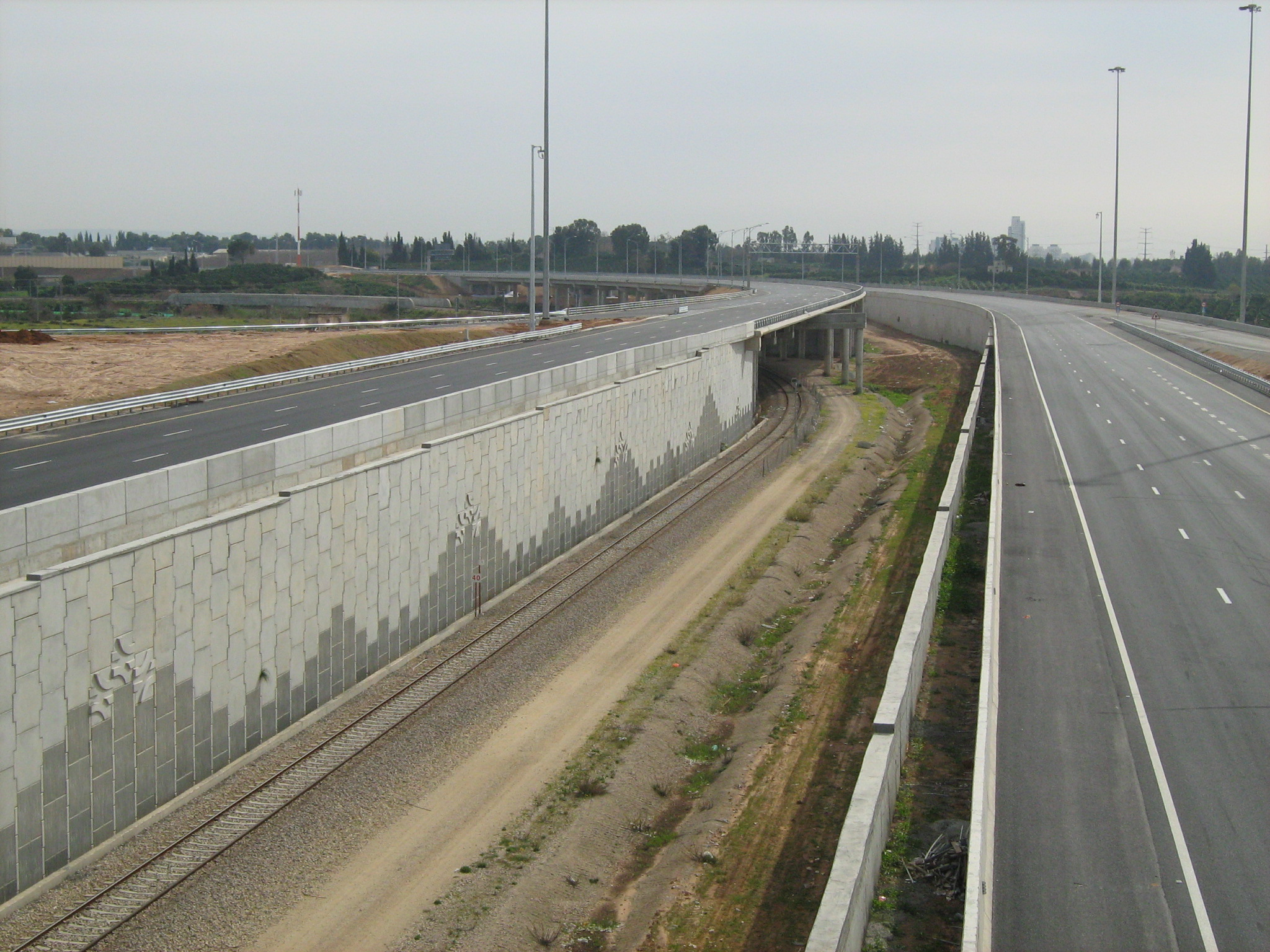
Железнодорожная ветка Лод — Ришон-ле-Цион и мост — южный выезд на Нес-Циону
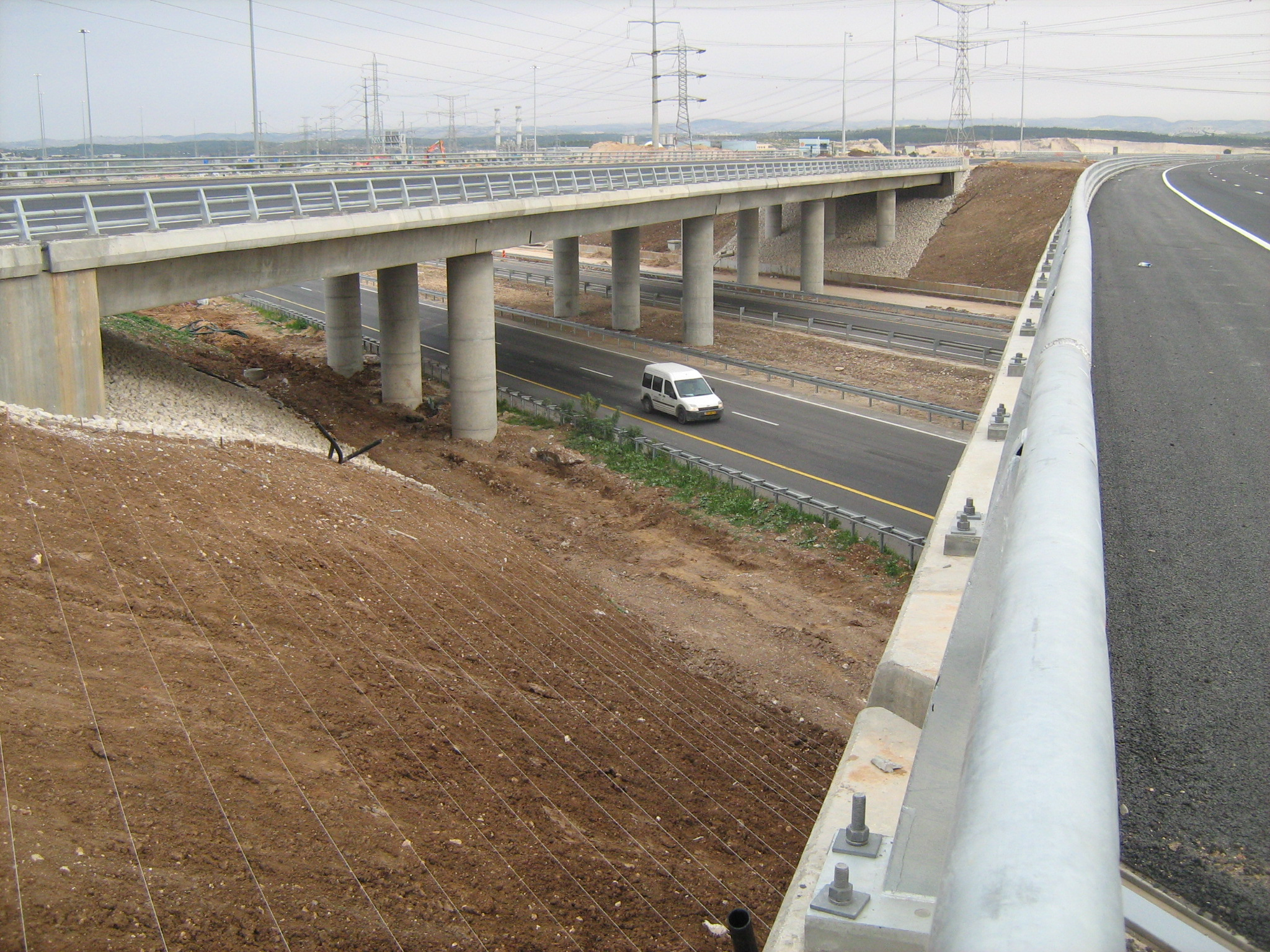
Развязка Нешарим
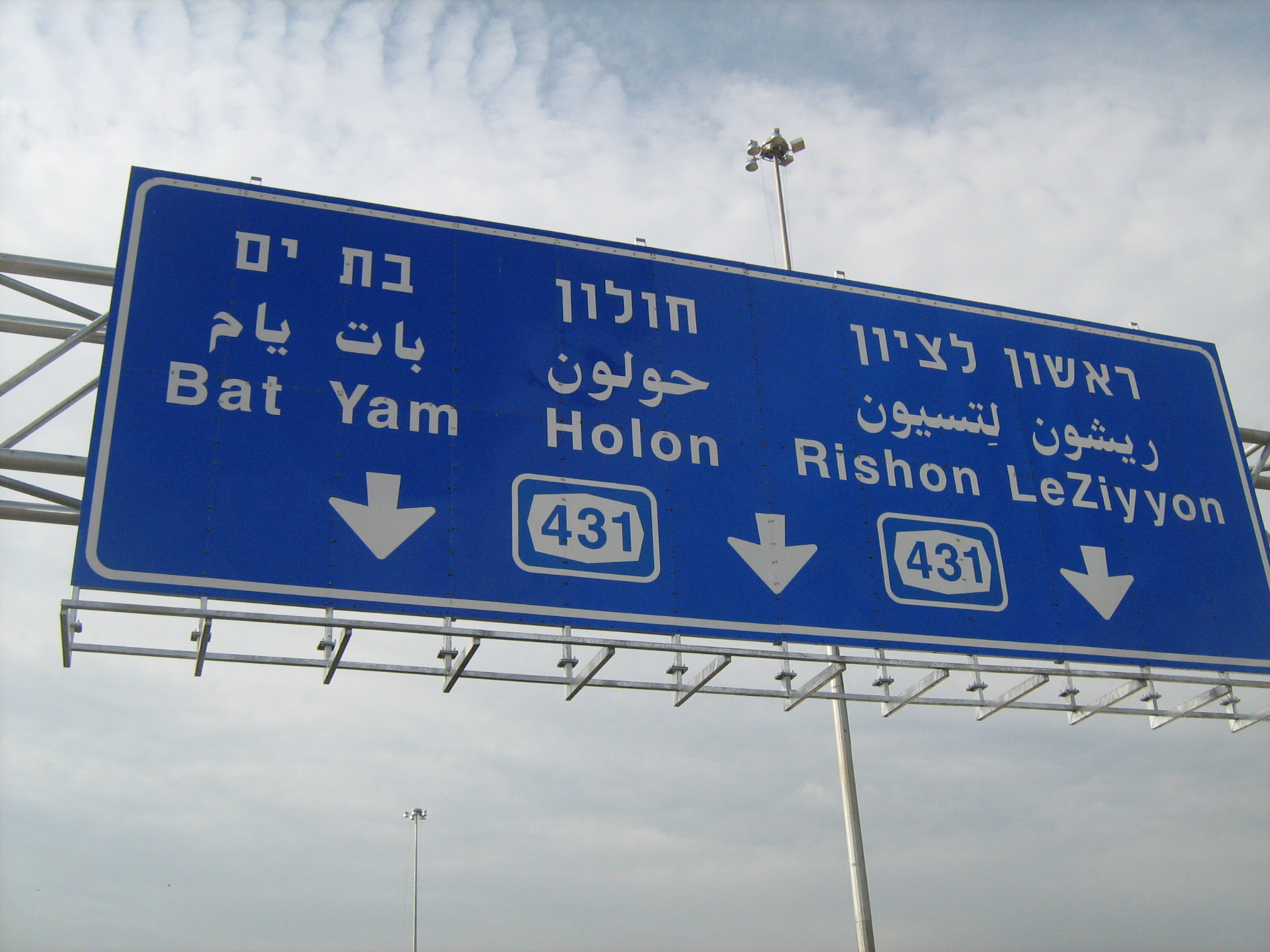
Дорожные указатели
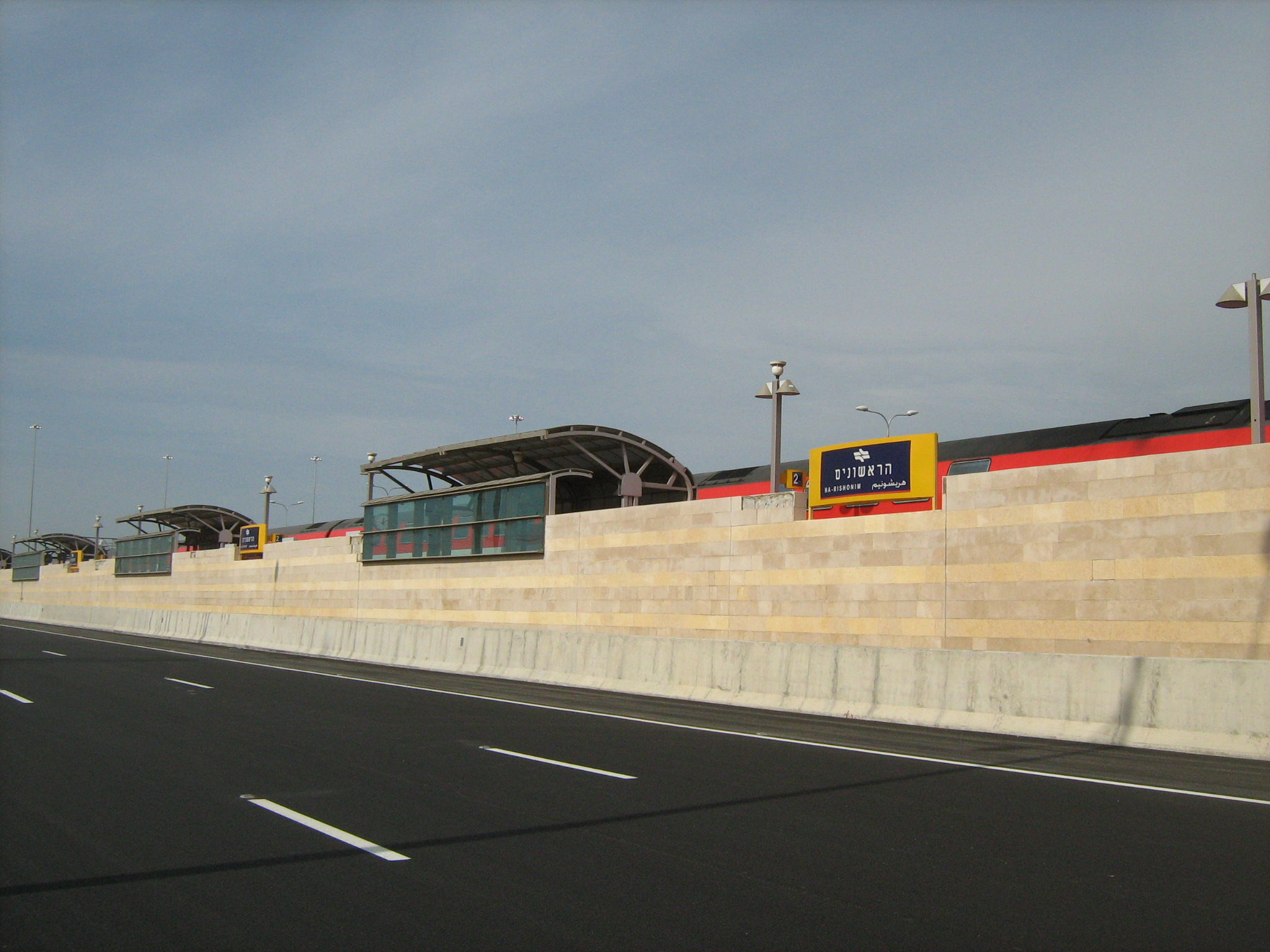
Железнодорожная станция Ха-Ришоним